# Tim Wellens
Tim Wellens (Sint-Truiden, 10 de maio de 1991) é um ciclista belga, membro da equipa Lotto Soudal. É sobrinho do também ciclista já retirado Paul Wellens.

## Biografia
Após estar os seis primeiros meses do 2012 na equipa amador, Lotto-Belisol U-23, deu o salto em julho do mesmo ano ao ciclismo de primeiro nível com o Lotto Belisol. Teve uma muito boa temporada em 2014 já que terminou em segundo lugar em duas etapas do Giro d'Italia e surpreendeu ao pelotão no Eneco Tour, levando-se uma etapa e ao dia seguinte a general por adiante de grandes especialistas como Lars Boom e Tom Dumoulin; também teria um muito bom fechamento de temporada ao terminar em quarto lugar no Giro de Lombardia.
Em 2015 fez a sua estreia no Tour de France, passou um pouco despercebido na ronda gala mas umas semanas depois revalidaria seu título no Eneco Tour, além de se levar a penúltima etapa, em onde rodou em solitário nos últimos 25 km, conseguindo desta maneira a camisola de líder que defendeu até última etapa, ficando por adiante de Greg Van Avermaet e Wilco Kelderman, segundo e terceiro respetivamente.
Em 2016 conseguiu sua primeira vitória numa das Grandes Voltas. Conseguiu-o no Giro d'Italia ao impor-se em solitário na 6.ª etapa depois de fazer parte da escapada do dia. Dois anos depois repetiu sucesso na prova italiana, vencendo em 4.ª etapa depois de ser o mais rápido num sprint que picava para acima.
No ano 2020 participou pela primeira vez em sua corrida na Volta a Espanha e impôs-se em duas etapas depois de ser o mais rápido em grupos reduzidos originados da escapada da jornada.

## Palmarés
| - 2014 - 2.º no Campeonato da Bélgica Contrarrelógio - Eneco Tour, mais 1 etapa - 2015 - Eneco Tour, mais 1 etapa - Grande Prêmio de Montreal - 2016 - 1 etapa da Paris-Nice - 1 etapa do Giro d'Italia - 2.º no Campeonato da Bélgica em Estrada - Volta à Polónia, mais 1 etapa - 2017 - 2 troféus da Challenge a Mallorca (Troféu Serra de Tramuntana e Troféu Andratx-Mirador des Colomer) - 1 etapa da Volta à Andaluzia - 1 etapa do BinckBank Tour - Grande Prêmio de Valônia - Tour de Guangxi, mais 1 etapa | - 2018 - Troféu Serra de Tramuntana - Volta à Andaluzia, mais 1 etapa - Flecha Brabanzona - 1 etapa do Giro d'Italia - Tour de Valônia, mais 1 etapa - 2019 - Troféu Serra de Tramuntana - 2 etapas da Volta à Andaluzia - 1 etapa da Volta à Bélgica - 1 etapa do BinckBank Tour - 2020 - 2 etapas da Volta a Espanha - 2021 - Estrela de Bessèges, mais 1 etapa |

## Resultados em Grandes Voltas e Campeonatos do Mundo
Durante a sua carreira desportiva tem conseguido os seguintes postos nas Grandes Voltas e nos Campeonatos do Mundo em estrada:
| Corrida            | Corrida            | 2013 | 2014 | 2015  | 2016 | 2017  | 2018 | 2019 | 2020 | 2021 |
| ------------------ | ------------------ | ---- | ---- | ----- | ---- | ----- | ---- | ---- | ---- | ---- |
|                    | Giro d'Italia      | —    | 54.º | —     | 96.º | —     | Ab.  | —    | —    | —    |
|                    | Tour de France     | —    | —    | 129.º | —    | Ab.   | —    | 94.º | —    | —    |
|                    | Volta a Espanha    | —    | —    | —     | —    | —     | —    | —    | 78.º | —    |
| Mundial em Estrada | Mundial em Estrada | —    | Ab.  | —     | —    | 110.º | 68.º | 35.º | 39.º | —    |

—: não participa

Ab.: abandono

## Equipas
- Lotto (2012[6]-)
  - Lotto Belisol (2012-2014)
  - Lotto Soudal (2015-)